# Сенет
Сене́т (егип. «zn.t», позже «sn.t» или «sni.t» — «прохождение», копт. Ⲥⲓⲛⲉ) — древнеегипетская настольная игра. Возможно, старейшая известная игра с передвижением фишек на доске.

## История
Как светское развлечение, игра известна с Додинастического периода (ок. 3500 лет до н. э.), в более поздние времена стала ассоциироваться с путешествием в потусторонний мир. Игра упомянута в древнеегипетской «Книге мёртвых» и в других религиозных текстах Нового Царства, а также в мифах.
По легенде, изобрёл игру древнеегипетский бог знаний Тот для того, чтобы выиграть у божества Луны Хонсу несколько лишних дней для богини Нут, на которую бог солнца Ра наложил проклятие (она не могла родить детей ни в один из 360 дней года). На кон поставили 1/72 часть «света» каждого из 360 дней лунного года, Тот выиграл 5 суток, после чего в солнечном году стало 365 дней, а в лунном — только 355, а люди получили новую игру и пять лишних дней в календаре.

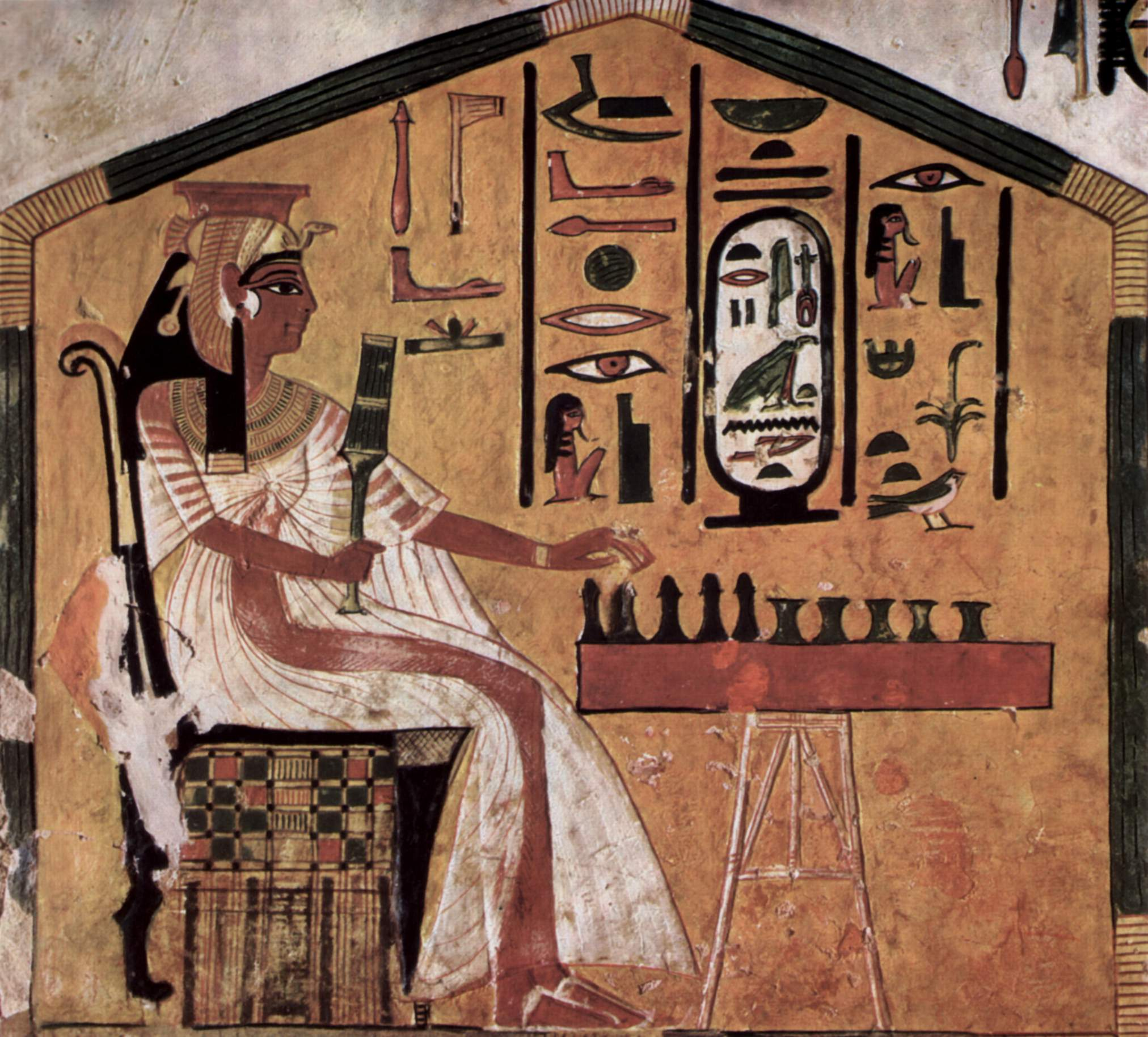
Изображение из гробницы QV66: Нефертари Меренмут играет в сенет, ок. 1298—1235 годы до н. э.

Будучи изначально исключительно светским развлечением, сенет постепенно всё больше обретал сакральное значение и к концу XVIII династии (примерно в 1293 году до н. э.) окончательно превратился в «эмулятор» загробного мира с изображением на квадратах основных божеств и событий царства мёртвых. Некоторые исследователи (в частности, Дуглас А. Уайт) считают, что и карты Таро ведут своё происхождение от сенета. Во всяком случае, 22 козыря колоды египетского Таро действительно могут восходить к этой игре, которая символизировала сущность египетской культуры и была, помимо прочего, гадательным инструментом. Однако и это остаётся всего лишь предположением.

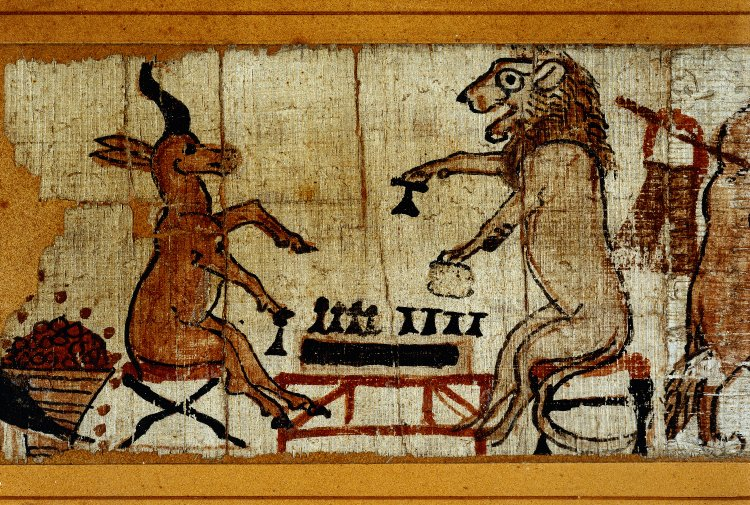
Лев и газель играют в сенет. Фрагмент сатирического папируса периода Рамессидов (ок. 1150 год до н. э.)

Рисунки и надписи на стенах гробниц Среднего царства всё чаще изображают сенет как игру покойного против невидимого противника — его же собственной души. Это объясняет, почему в эпоху Нового царства так много рисунков, где у игрока в сенет, казалось бы, нет соперника. Скорее всего, и сам сенет представлял собою амулет, при этом даже не обязательно было в него играть — одного наличия в гробнице игрового набора уже было достаточно, чтобы обеспечить покойному вечную жизнь в слиянии с богом Ра.
Примерно во времена XVII династии (ок. 1783—1552 годы до н. э.) в Египте стали появляться доски для сенета, на обороте которых находятся короткие поля для игры в 20 квадратов, которую сегодня часто путают с каноническим 30-клеточным сенетом. Исследователь Роберт Чарльз Белл в своей книге «Настольные игры различных цивилизаций» и Гарольд Мюррей в своём труде «История настольных игр, кроме шахматных» утверждают, что эта игра носит название «Тьяу». Однако Дэвид Парлетт в своей «Оксфордской истории настольных игр» считает, что она называлась «Асэб». Форма поля, костей, а также правила этой игры значительно отличаются от сенета и восходят, предположительно, к ещё одной древней (на сей раз — шумерской) игре, известной как «Царская игра Ура».

## Археология

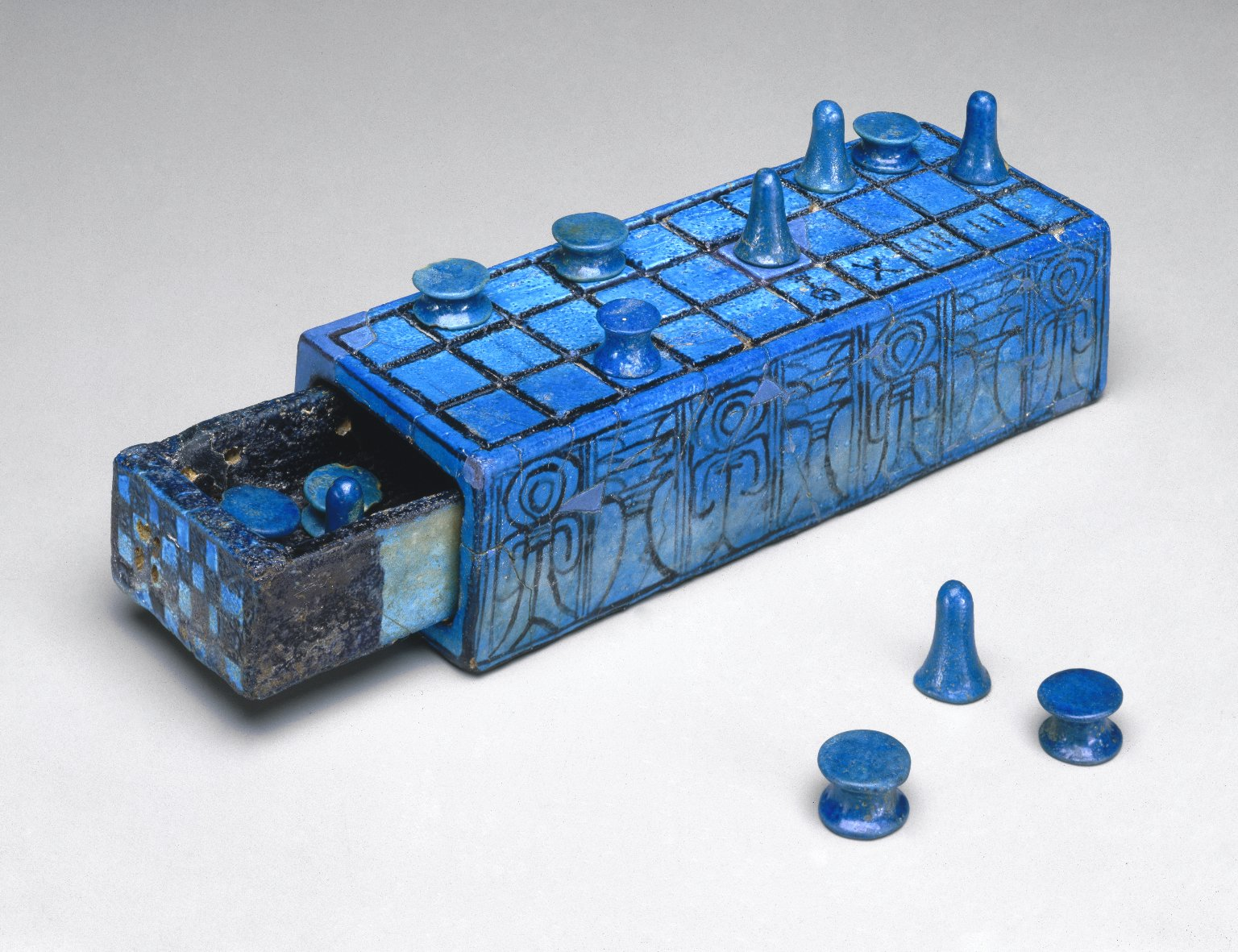
Сенет из фаянса фараона Аменхотепа III. Бруклинский музей

Первые находки игровых наборов для сенета сделаны в начале XX века. Сперва исследователи сочли эти палетки с фигурками древними шахматами, после — шашками, однако впоследствии выяснилось, что игра имеет с ними мало общего.
Самый древний полный комплект для сенета найден в гробнице врача Хесира (Hesy-Ra) — смотрителя королевской библиотеки фараона Джосера в Саккаре (III династия, ок. 2686 г. до н. э.). Фишки там архаичной формы — «лепёшки» и «башенки». Неустановленные обломки сенетообразных досок найдены в преддинастических погребениях в Абидосе и Саккаре (ок. 3500 — 3100 годы до н. э.). Эти находки вкупе с изображением сенетов на барельефах времён I династии (3100 год до н. э.) указывают, что игра может оказаться даже старше. Изображения и подписи к ним свидетельствуют, что сенет был игрой не только позиционной, но и стратегической. Умелые игроки могли провести по доске все фишки, не дав противнику вывести с доски ни одной своей, однако многое зависело и от удачи.
К эпохе Нового царства разметка игрового поля изменилась со светской на религиозную, наборы приняли каноническую форму удлинённого продолговатого ящичка, а фишки из башенок и лепёшек стали конусами и катушками. Как светская и культовая игра сенет была широко распространена в Египте 3000 лет, со времени Древнего царства (2600 год до н. э.) вплоть до конца римского периода (350 год н. э.), после чего исчезла. Отдельные её элементы сохранились в арабской игре «таб», в которую играют бедуины в Судане.

## Правила
Точные правила сенета неизвестны. Существует несколько предполагаемых реконструкций (наиболее популярны правила Кендалла и правила Белла), позволяющих вести игру различной степени сложности, однако нельзя утверждать, что какая-либо из них очевидно верна.
В сенете два игрока. Ходы определяются броском игральных костей, в качестве которых в сенете использовались плоские палочки (генератор случайных чисел d2) в количестве четырёх штук. Бросают все четыре палочки сразу. Подсчёт очков происходит следующим образом: одна палочка упала белой стороной вверх — 1 очко и дополнительный бросок; две — 2 очка; три — 3 очка, четыре — 4 и дополнительный бросок. Если все палочки упали чёрной стороной вверх — 5 очков и дополнительный бросок (это максимальный результат). Многократные броски могут суммироваться для перемещения одной фигуры или быть использованы для перемещения нескольких.

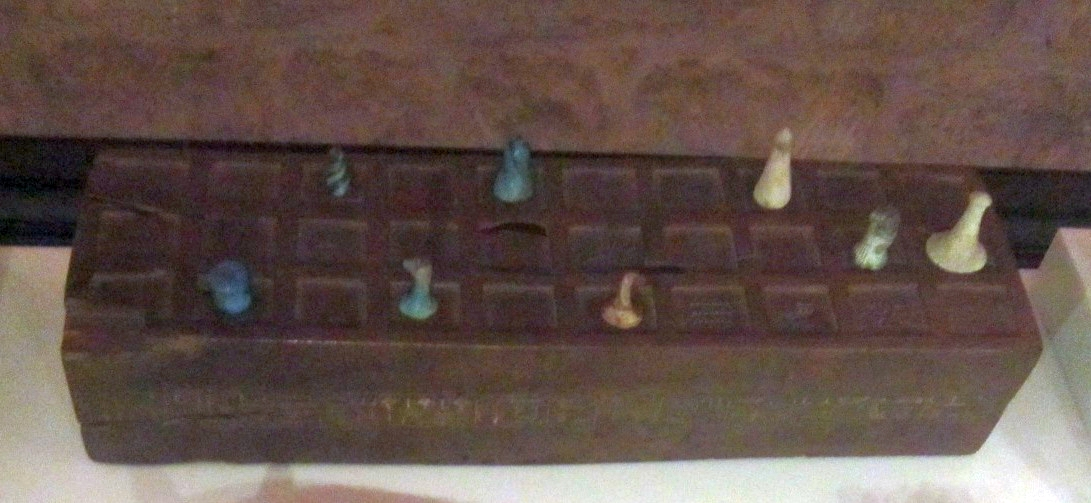
Набор для игры в сенет в Египетском музее Берлина

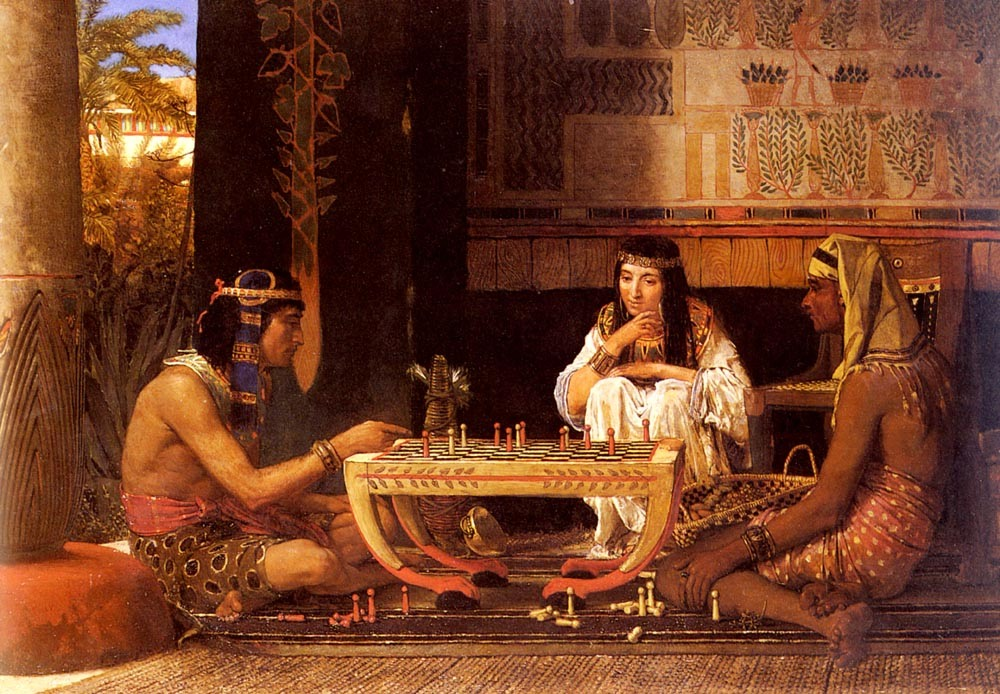
Древнеегипетские игроки в шахматы (1879). Художник Лоуренс Альма-Тадема

У каждого играющего по пять фишек (в древних наборах — по семь), «катушки» против «конусов». Начальная расстановка: в одну линию на первых 10 клетках в верхнем ряду. Фишки часто делались одноцветными и различались только формой. Из рисунков и барельефов известны два варианта начальной расстановки: первый, с чередованием «катушек» и «конусов» (первой всегда стоит «катушка»), и второй, когда первыми в ряду стоят друг за другом пять «катушек», сразу за ними — пять «конусов». Возможно, вторая расстановка использовалась в более позднее время и имела, в основном, сакральное значение, поскольку часто встречается на фресках в гробницах.
Доска 3×10, расчерченная на клетки, представляет собой одну дорожку, уложенную в три «слоя». Путь фишек представляет собой гонку по маршруту в виде латинской Z от первого ряда к последнему. Цель игры — вывести все свои фишки с доски и не дать это сделать противнику. В игре применялась несимметричная система разметки, символизирующая ловушки, затрудняющие прохождение души умершего в загробном мире и обозначенные иероглифами, имеющими неравное значение. Считается, что каждая клетка сенета символизирует такой «Дом», где происходит то или иное сакральное действо или таинство. Игровое значение (предположительно) имеют шесть «Домов» (по другим версиям — 7 или 8). Это (по порядку):
- Поле № 15 («Дом Возрождения») — здесь заново вводятся в игру фишки, которые «погибают» в главных «Домах» последнего ряда.
- Поле № 26 — «Per Nefer» («Дом Красоты» или «Дом Омоложения»), отмеченный изображением иероглифа «нефер» («хорошо»). Предположительно, каждая фишка заканчивает ход здесь, даже если выброшено достаточно очков, чтобы пройти дальше. Это первый Дом в линии «главных Домов»; он символизировал превращение усопшего в мумию, омоложение и в конечном итоге — подготовку к вечной жизни. По достижении «Дома Красоты» (и вообще, во всех главных «Домах») фишка не может быть срубленной, рубить и ходить назад, но возможно, игрок здесь сразу получает дополнительный бросок, определяющий её «судьбу».
- Поле № 27 — «Per Mu» («Дом Воды»). Основная ловушка в игре. В старой разметке отмечался косым крестом «Х», в новой на нём символически изображались Воды Хаоса — сквозь них солнечный диск бога Ра плыл на барке перед тем, как взойти на рассвете. Грешники, которым было отказано в месте на барке, тонули. Фишка, которая останавливалась здесь, не проходила испытания и снималась с доски. Возможно, игрок здесь опять был обязан бросить кости и определить её «судьбу», однако точный порядок этих бросков неизвестен. «Утонувшая» фишка «возрождалась» в «Доме Возрождения», однако точные правила её повторного ввода в игру неизвестны.
- Поле № 28 — «Дом Трёх истин» или «Дом Гелиопольских душ». В старой светской разметке отмечался цифрой «III», в новой — изображением трёх птиц. Фишка, вставшая в этот квадрат, может покинуть доску, только если выброшено «3», при любом другом результате остаётся на месте.
- Поле № 29 — «Per Re-Atoum» («Дом Ра-Атума»), в позднее время — «Дом Исиды и Нефтиды». В старом варианте разметки был помечен цифрой «II», в новом — изображением двух коленопреклонённых человеческих фигур. Фишка, попавшая в этот дом, может покинуть доску, только если выброшено «2», при другом результате остаётся на месте.
- Поле № 30 — «Per Ra-Horakhty» («Дом Восходящего солнца»). Проходя этот квадрат всеми фишками, игрок успешно завершал игру и ритуально возрождался вместе с богом Солнца, а значит, прямо сейчас, ещё при жизни получал его уверения в том, что после смерти выдержит все испытания загробного мира. Уход фишки сенета с доски был равносилен спасению покойного из Царства Мёртвых, единению его с богом солнца Ра и в конечном итоге, обожествлению. В старом варианте этот квадрат помечался цифрой «I», в новом — изображением сокола, несущего на голове солнечный диск, или просто изображением солнечного диска (круг с точкой в центре). В самых поздних вариантах этот квадрат не нёс вообще никакой разметки. Правила ухода фишки из этого дома вызывают разногласия. По одной версии, фишка могла уйти из 30-го дома, только если игрок выбрасывал «1», по другой — фишка могла уйти с этого поля при любом результате броска.
- Известно также, что в квадрате № 16 располагался «Дом сетки», который, возможно, тоже был ловушкой, и если фишка попадала на эту клетку, игрок пропускал один ход. Питер А. Пиччионе в своей статье «В поисках значения сенета»[5] высказывает ещё одно предположение, что фишка, попавшая в Дом Возрождения, получала дополнительный ход. Возможно, эти два квадрата вместе представляли собой систему компенсации, призванную нейтрализовать преимущество первого хода. Система оригинальная и довольно сложная, но она хорошо работает: двойка при генераторе 4d2 выпадает чаще тройки, и преимущество «катушек» (начальная расстановка и право первого хода) нейтрализуется удачливостью «конусов» (вероятностный перевес в сторону двойки, с лишним дополнительным броском в «Доме Возрождения»). Однако она в значительной степени утратила силу с уменьшением количества фишек (с 7 до 5 с каждой стороны): дополнительному ходу стало просто неоткуда взяться, но и пропуск хода сразу после выступки перестал представлять опасность. Во всяком случае, на сенетах позднего времени «Дом сетки» никогда не бывает обозначен.
- Возможно, игровое значение также имел квадрат № 21 (предположительно «Дом Ба»), однако достоверных подтверждений этому нет. Как бы то ни было, среди почти 80 найденных археологами уцелевших наборов для сенета только у последних пяти полей неизменно совпадает разметка, что подтверждает особую важность этих «Домов» для прохождения.

Фишки двигались от старта к финишу и по пути могли рубить друг друга, если нагоняли, по шахматному принципу — вставая на клетку, занятую фигурой противника. Две фигуры на одной клетке находиться не могли. Фигура может перепрыгивать через другую фигуру, если за той есть свободное поле. Две фигуры и более, стоящие рядом (безразлично, свои или чужие), перепрыгивать нельзя.
Взятая фигура не уходила с доски и не возвращалась на старт, но ставилась на поле, откуда начала ход взявшая её фигура, то есть при взятии фишки фактически менялись местами. Большинство исследователей сходятся в том, что если игрок оказывался в положении, когда ни одна фишка не может сделать ход вперёд, он был обязан сделать ход назад, и только если это невозможно, ход пропускался, однако точные правила и регламент такого обратного движения опять-таки неизвестны.
В игре действует правило, когда две союзные фигуры, стоящие рядом по ходу движения, «охраняют» друг друга — противник не может срубить ни одну из них, пока игрок сам не разобьёт такую пару. Тройка фигур предположительно разбивается взятием средней из них. Правила, касающиеся разбивания линии из четырёх и более фигур, также неизвестны.
Побеждает тот, кто доведёт свои фишки до конца и выведет их с доски (как в нардах). Игрок, который выводит свои фишки первым, сразу выигрывает, то есть ничьих в сенете нет.